# Protestantyzm w Tadżykistanie
Protestantyzm w Tadżykistanie – wyznawany jest przez mniej niż 1% społeczeństwa. Większość protestantów (ok. 3 tysięcy) to ewangeliczni chrześcijanie (w tym baptyści i zielonoświątkowcy).

## Kościoły protestanckie w Tadżykistanie
Kościół luterański posiada parafię w Duszanbe. W Tadżykistanie działają zarówno zbory baptystów, jak i zielonoświątkowców. Liczba ewangelicznych protestantów w tym kraju wynosi ok. 3 tysięcy, z czego większość przybyła tu z Rosji. Pozostałymi wyznaniami protestanckimi działającymi w Tadżykistanie są Kościół Adwentystów Dnia Siódmego oraz Koreański Kościół Metodystyczny.

### Baptyści
Dzieje Kościoła baptystycznego w Tadżykistanie sięgają w 1929 r. Braterstwo Baptystów Tadżykistanu (oficjalnie: Unia Ewangelicznych Kościołów Chrześcijan Baptystów w Tadżykistanie) liczy obecnie 23 zbory zrzeszające około tysiąca baptystów żyjących w tym kraju. Przewodniczącym Unii jest pastor Alexandr Vervai. Unia jest członkiem Europejskiej Federacji Baptystycznej. Miejscowi baptyści są także znani z prowadzenia aktywnych misji wśród Tadżyków.

## Prześladowania
Mimo iż Konstytucja Tadżykistanu akceptuje ideę wolności religijnej, prześladowania protestantów są w tym kraju częstym zjawiskiem. 1 października 2000 r. protestancki zbór w Duszanbe (stolicy kraju) został zbombardowany, wskutek czego życie straciło 7 osób, a wielu innych odniosło poważne obrażenia. Większość ofiar bombardowania było z pochodzenia Koreańczykami. Urzędnicy państwowi kraju postrzegają protestantów i innych chrześcijan w takim samym świetle, co muzułmańscy fundamentaliści.